# A Caixa
A Caixa é um filme português realizado em 1994 por Manoel de Oliveira.
O filme é uma adaptação de uma peça de Prista Monteiro, A Caixa. Trata-se de um dos filmes mais negros e sarcásticos de Oliveira, em que as Escadinhas
de São Cristóvão, na Mouraria, se transformam num microcosmos dos vícios e virtudes humanas, das fraquezas das pessoas e das crueldades a que recorrem para sobreviver.
Recebeu o Prémio Especial do Júri no Festival de Veneza.

## Elenco
- Luís Miguel Cintra - Cego
- Glicínia Quartin - Idosa
- Ruy de Carvalho - Taberneiro
- Beatriz Batarda - Filha
- Diogo Dória - Amigo
- Isabel Ruth - Vendedora
- Filipe Cochofel - Genro
- Sofia Alves - Prostituta
- Mestre Duarte Costa - Guitarrista
- Paula Seabra - Grávida
- Miguel Guilherme - Homem 1
- António Fonseca - Homem 2
- Rogério Samora - Homem 3
- Tiago Henriques - Neto
- Gilberto Gonçalves - Aleijado